# Cutta Cutta Caves Nature Park
Cutta Cutta Caves Nature Park är en park i Australien. Den ligger i territoriet Northern Territory, omkring 290 kilometer sydost om territoriets huvudstad Darwin. Cutta Cutta Caves Nature Park ligger 163 meter över havet.
Trakten runt Cutta Cutta Caves Nature Park är nära nog obefolkad, med mindre än två invånare per kvadratkilometer..
Omgivningarna runt Cutta Cutta Caves Nature Park är huvudsakligen savann. Genomsnittlig årsnederbörd är 1 011 millimeter. Den regnigaste månaden är januari, med i genomsnitt 219 mm nederbörd, och den torraste är juli, med 1 mm nederbörd.